# 野外飛盤2
《野外飛盤2》是2022年体育类游戏，由Dotemu开发及发行。游戏是1994年Data East开发Neo Geo街机游戏《野外飞盘》的续作。游戏于2022年发行，对应Microsoft Windows、Stadia、任天堂Switch、PlayStation 4、Xbox One平台。